# Gramp Rock
Gramp Rock ist eine kleine unbewohnte Insel der Andreanof Islands, die zu den Aleuten 
gehören. Das Eiland liegt westlich von Ilak Island.